# 北條純一
北條 純一（ほうじょう じゅんいち、1977年5月20日 - ）は、日本の元ラグビー選手。

## プロフィール
- 岩手県奥州市出身。
- 身長178cm、体重82kg
- 血液型O型
- ポジション ウィング(WTB)
- 好きな食べ物　焼肉
- 苦手な食べ物　レーズン

## 経歴
- 盛岡工業高校から日本大学に進学。
- 卒業後はサントリーに入社。2000年度日本選手権で神戸製鋼と引き分け両者優勝。
- 2001年にはサントリー単独チームでウェールズ代表を破るという金星を挙げた。
- 2003年にはラグビーワールドカップ2003の日本代表に選出された。
- 2011年に現役引退。